# Federica de Hannover (1848-1926)
Federica de Hannover (en alemán: Friederike von Hannover; Hannover, 9 de enero de 1848-Biarritz, 16 de octubre de 1926) fue un miembro de la casa de Hannover. Después de su matrimonio, vivió mayormente en Inglaterra, donde se convirtió en un miembro importante de la sociedad.

## Primeros años
Federica nació el 9 de enero de 1848 en Hannover, siendo la hija mayor del príncipe hereditario de Hannover (más tarde rey Jorge V de Hannover) y de su esposa, la princesa María de Sajonia-Altemburgo. Tuvo el título de princesa con el tratamiento de Su Alteza Real en Hannover. En el Reino Unido, tuvo el título de princesa con el tratamiento de Su Alteza como bisnieta por vía paterna del rey Jorge III. Su familia la apodó cariñosamente "Lily".
En enero de 1866, el primer ministro de Prusia, Otto von Bismarck, empezó las negociaciones con Hannover, representado por el conde Platen-Hallermund, con respecto a un posible matrimonio entre Federica y el príncipe Alberto de Prusia. Estos planes nunca se materializaron ya que las tensiones entre Hannover y Prusia fueron aumentando hasta finalmente resultar en la guerra austro-prusiana (14 de junio-23 de agosto de 1866).
En 1866, el padre de Federica fue depuesto como rey de Hannover. Finalmente, la familia se asentó en Gmunden, en Austria, donde vivieron en el Castillo de Cumberland (llamado asó por el título ducal británico que poseía Jorge V). Federica visitó Inglaterra con su familia en mayo de 1876, y otra vez después de la muerte de su padre, en junio de 1878.

## Matrimonio y descendencia
Federica fue cortejada por su primo segundo, Leopoldo, duque de Albany (de quien más tarde se convertiría en una amiga íntima y confidente), y por Alejandro, príncipe de Orange. Sin embargo, la princesa estaba enamorada del barón Alfonso de Pawel-Rammingen (1843-1932), el hijo de un funcionario del Ducado de Sajonia-Coburgo y Gotha. Alfonso había servido como caballerizo del padre de Federica. El barón obtuvo la nacionalidad británica el 19 de marzo de 1880 y, el 24 de abril, él y Federica se casaron.  La boda tuvo lugar en la capilla de San Jorge del Castillo de Windsor, oficiada por el obispo de Oxford. La hermana de Alfonso, Ana, estaba casada con el barón Oswald de Coburg, el hijo de un hijo ilegítimo del príncipe Luis Carlos Federico de Sajonia-Coburgo-Saalfeld (tercer hijo del duque Ernesto Federico de Sajonia-Coburgo-Saalfeld). El matrimonio no fue visto con buenos ojos por la familia de la princesa, en contraste con la reina Victoria del Reino Unido, que se consideró a sí misma como la promotora y protectora del enlace. Fue precisamente la reina Victoria quien entregó a la novia y quién sancionó el enlace, al ser la novia princesa de la Gran Bretaña, además de princesa de Hanover. En la ceremonia no se encontró nadie de la familia directa de Federica y se celebró de forma privada.
Después de su matrimonio, Federica y Alfonso vivieron en un apartamento en el palacio de Hampton Court, en Londres. El apartamento se encontraba en el ala suroeste del lado oeste del palacio, en la suite llamada anteriormente "Lady Housekeeper's Lodgings". El matrimonio tuvo una hija que nació y murió en Hampton Court:
- Victoria Georgina Beatriz Maud Ana (7 - 27 de marzo de 1881),[12] está enterrada en la Capilla Memorial del Príncipe Alberto en la Capilla de San Jorge del Castillo de Windsor.[13][14]

Federica y Alfonso visitaban frecuentemente el Castillo de Windsor y el Castillo de Osborne, también poseían residencias en la Riviera Francesa.

## Obras benéficas
Federica estuvo implicada en muchas obras benéficas:
En agosto de 1881, fundó el Convalescent Home, una institución para mujeres pobres que habían dado a luz pero que habían sido dadas de alta de los hospitales maternales. Como su padre había sido ciego, la princesa se convirtió en benefactora de la Royal National College for the Blind en Upper Norwood.
Federica se interesó por los niños y se convirtió en patrona de la Church Extension Association, entonces con base en Kilburn, la cual deseaba fundar escuelas en Willesden, entonces un suburbio nuevo de Londres. El 24 de julio de 1889, ella inauguró la Escuela Princesa Federica en Kensal Rise.
También se convirtió en patrona de la Training College for Teachers of the Deaf en Ealing, de la Strolling Players' Amateur Orchestral Society, de la Hampton Court and Dittons Regatta, de la Home for Foreign Governesses, de la Mission to the French in London, y de la Royal Society for the Prevention of Cruelty to Animals. Fue presidenta de la rama de Middlesex del SSFA (por sus siglas en inglés, la Asociación de Familias de los Soldados y Marineros).

## Últimos años y muerte
Federica y Alfonso abandonaron sus apartamentos en el palacio de Hampton Court en 1898. Aunque continuaron viviendo parte de ese año en Inglaterra, luego pasarían más tiempo en Biarritz, en Francia, donde habían vacacionado anteriormente. Allí eran dueños de la Villa Mouriscot.
Federica murió en 1926, en Biarritz. Está enterrada en la Bóveda Real de la Capilla de San Jorge del Castillo de Windsor. En 1927, se inauguró una ventana en su memoria en la Iglesia inglesa de Biarritz. Su esposo Alfonso murió en 1932 y fue enterrado en el Cementerio de Sabou en Biarritz.

## Títulos y tratamientos
Esta tabla aún no está actualizada. Puedes contribuir aportando información sobre títulos y tratamientos de esta persona.

## Ancestros
|  |                                               |  |  |  |  |  |  |  |  |  |  |  |  |  |  |  |
|  | 8. Jorge III del Reino Unido                  |  |  |  |  |  |  |  |  |  |  |  |  |  |  |  |
|  |                                               |  |  |  |  |  |  |  |  |  |  |  |  |  |  |  |
|  |                                               |  |  |  |  |  |  |  |  |  |  |  |  |  |  |  |
|  | 4. Ernesto Augusto I de Hannover              |  |  |  |  |  |  |  |  |  |  |  |  |  |  |  |
|  |                                               |  |  |  |  |  |  |  |  |  |  |  |  |  |  |  |
|  |                                               |  |  |  |  |  |  |  |  |  |  |  |  |  |  |  |
|  | 9. Carlota de Mecklemburgo-Strelitz           |  |  |  |  |  |  |  |  |  |  |  |  |  |  |  |
|  |                                               |  |  |  |  |  |  |  |  |  |  |  |  |  |  |  |
|  |                                               |  |  |  |  |  |  |  |  |  |  |  |  |  |  |  |
|  | 2. Jorge V de Hannover                        |  |  |  |  |  |  |  |  |  |  |  |  |  |  |  |
|  |                                               |  |  |  |  |  |  |  |  |  |  |  |  |  |  |  |
|  |                                               |  |  |  |  |  |  |  |  |  |  |  |  |  |  |  |
|  | 10. Carlos II de Mecklemburgo-Strelitz        |  |  |  |  |  |  |  |  |  |  |  |  |  |  |  |
|  |                                               |  |  |  |  |  |  |  |  |  |  |  |  |  |  |  |
|  |                                               |  |  |  |  |  |  |  |  |  |  |  |  |  |  |  |
|  | 5. Federica de Mecklemburgo-Strelitz          |  |  |  |  |  |  |  |  |  |  |  |  |  |  |  |
|  |                                               |  |  |  |  |  |  |  |  |  |  |  |  |  |  |  |
|  |                                               |  |  |  |  |  |  |  |  |  |  |  |  |  |  |  |
|  | 11. Federica de Hesse-Darmstadt               |  |  |  |  |  |  |  |  |  |  |  |  |  |  |  |
|  |                                               |  |  |  |  |  |  |  |  |  |  |  |  |  |  |  |
|  |                                               |  |  |  |  |  |  |  |  |  |  |  |  |  |  |  |
|  | 1. Federica de Hannover                       |  |  |  |  |  |  |  |  |  |  |  |  |  |  |  |
|  |                                               |  |  |  |  |  |  |  |  |  |  |  |  |  |  |  |
|  |                                               |  |  |  |  |  |  |  |  |  |  |  |  |  |  |  |
|  | 12. Federico de Sajonia-Altemburgo            |  |  |  |  |  |  |  |  |  |  |  |  |  |  |  |
|  |                                               |  |  |  |  |  |  |  |  |  |  |  |  |  |  |  |
|  |                                               |  |  |  |  |  |  |  |  |  |  |  |  |  |  |  |
|  | 6. José de Sajonia-Altemburgo                 |  |  |  |  |  |  |  |  |  |  |  |  |  |  |  |
|  |                                               |  |  |  |  |  |  |  |  |  |  |  |  |  |  |  |
|  |                                               |  |  |  |  |  |  |  |  |  |  |  |  |  |  |  |
|  | 13. Carlota Georgina de Mecklemburgo-Strelitz |  |  |  |  |  |  |  |  |  |  |  |  |  |  |  |
|  |                                               |  |  |  |  |  |  |  |  |  |  |  |  |  |  |  |
|  |                                               |  |  |  |  |  |  |  |  |  |  |  |  |  |  |  |
|  | 3. María de Sajonia-Altemburgo                |  |  |  |  |  |  |  |  |  |  |  |  |  |  |  |
|  |                                               |  |  |  |  |  |  |  |  |  |  |  |  |  |  |  |
|  |                                               |  |  |  |  |  |  |  |  |  |  |  |  |  |  |  |
|  | 14. Luis de Wurtemberg                        |  |  |  |  |  |  |  |  |  |  |  |  |  |  |  |
|  |                                               |  |  |  |  |  |  |  |  |  |  |  |  |  |  |  |
|  |                                               |  |  |  |  |  |  |  |  |  |  |  |  |  |  |  |
|  | 7. Amelia de Wurtemberg                       |  |  |  |  |  |  |  |  |  |  |  |  |  |  |  |
|  |                                               |  |  |  |  |  |  |  |  |  |  |  |  |  |  |  |
|  |                                               |  |  |  |  |  |  |  |  |  |  |  |  |  |  |  |
|  | 15. Enriqueta de Nassau-Weilburg              |  |  |  |  |  |  |  |  |  |  |  |  |  |  |  |
|  |                                               |  |  |  |  |  |  |  |  |  |  |  |  |  |  |  |
|  |                                               |  |  |  |  |  |  |  |  |  |  |  |  |  |  |  |